# معركة برونيت
معركة برونيت(بالإنجليزية: Battle of Brunete) هي معركة وقعت في الفترة بين 6- 25 يوليو 1937، ووقعت المعركة علي بعد 24 كيلومتر (15 ميل) غرب مدريد، وكانت بين الحزب الجمهوري الذي حاول تخفيف الضغوط الذي تشكله قوات القوميين في الشمال خلال الحرب الأهلية الإسبانية. وعلى الرغم من النجاح الذي حققه الجمهوريون في البداية، فقد أجبر الجمهوريون على التخلي عن برونيت وعانوا من خسائر مدمرة في المعركة.

 

## مقدمة
بعد الاستيلاء على بلباو في 19 يونيو، فكر الجمهوريون في الهجوم على برونيت لصرف القوات القومية عن الشمال والسماح للجمهوريين الفارين لإعادة تنظيم انفسهم بالإضافة إلى ذلك، تم اختيار برونيت أيضًا لأنها كانت تقع على طريق إكستريمادورا، وستؤدي السيطرة عليها إلى صعوبة امداد قوات القوميين التي تحاصر مدريد، وربما تجبرهم على الانسحاب، كانت الخطة تتمثل في أن الهجوم سيستمر في المرحلة الثانية في اتجاه تالافيرا دي لا رينا، وهي خطوة من شأنها أن تطرد القوات الوطنية في نهاية المطاف خارج مدريد. في نفس الوقت الذي بدأ فيه الهجوم على برونيت، سيتم شن هجوم آخر وذلك من جنوب مدريد.
كان الهجوم مخطط جيدًا، وسبقه عمليات إعادة تنظيم كبرى للقوات الحكومية وتدفق كبير للاسلحة والمعدات الحديثة، خاصة من الاتحاد السوفيتي. وقد تم إنشاء تسعة ألوية جديدة، وزاد عدد المدافع الرشاشة الثقيلة في الوحدات، كان من المفترض أن يكون الهجوم هجومًا مفاجئًا.

## القوات المشاركة

### الجمهوريون
قاد الجنرال مياخا في البداية فيلقان للجيش الجمهوري الاسباني.
- فيلق الجيش الخامس بقيادة العقيد خوان موديستو مع حوالي 22000 جندي و 100 دبابة:
  - الفرقة 11، بقيادة انريكي ليستر.
  - الفرقة 35، بقيادة الجنرال والتر.
  - الفرقة 46، بقيادة كامبيسينو ش .
- فيلق الجيش الثامن عشر بقيادة العقيد إنريكي خورادو في البداية ثم سجسموندو كاسادو مع حوالي 20000 رجل:
  - الفرقة العاشرة، بقيادة الرائد خوسيه ماريا إنسيسو.
  - الفرقة 15، بقيادة العقيد يانوس «غال» غاليتش.
  - الفرقة 34، بقيادة العقيد فرانسيسكو غالان.

### القوميون
- تألف فيلق الجيش السابع بقيادة الجنرال خوسيه فاريلا من:
  - الفرقة 71، بقيادة العقيد ريكاردو سيرادور سانتيس.
- تضمن فيلق الجيش الأول بقيادة الكولونيل خوان ياج بلانكو أثناء المعركة:
  - الفرقة 11، بقيادة الجنرال خوسيه إوريتاجوينا Solchaga.
  - الفرقة الثانية عشرة، بقيادة الجنرال كارلوس أسينسيو كابانيلاس.
  - الفرقة الثالثة عشرة، بقيادة الجنرال فرناندو بارون إي أورتيز.
  - الفرقة الرابعة عشرة، بقيادة العقيد خوان ياغوي.

## الهجوم الجمهوري

### 6 يوليو
بدأت الهجمات الأولى بالفعل في ليلة 5 يوليو / تموز، حيث اخترقت القوات الجمهورية تحت غطاء الظلام خطوط القوميون. وفي فجر يوم 6 يوليو، قصف الجمهوريون بالمدفعية المواقع القومية، بالإضافة إلى أهداف في العمق، وتقدمت الفرقة الحادية عشرة التي يقودها ليستر نحو 8 كيلومتر (5.0 ميل) لمحاصرة برونيت. وكانت القوات القومية ببرونيت قد فوجئت ولم تدرك العملية الصباحية الا مع بدء الهجمات.
وضع القوميون الجنرال فاريلا قائد خلال المعركة وفي الصباح، تم نقل جميع القوات المتاحة إلى خط المواجهة المتعثر، وكان من بينهم أفراد من الموظفين المحليين والمستشفيات الميدانية ووحدات الإمداد، وبحلول الظهر، كانت الأقسام 12 و 13 و 150 مع أجزاء من فيلق كوندور في طريقهم لتعزيز الدفاع عن برونيت.
حتى ذلك الوقت لم يشارك بالهجوم إلا فيلق الجيش الخامس الجمهوري، وكان من الواضح أن هناك بعض التخبط وتأخر نشر فيلق الجيش الثامن عشر.

### 7 يوليو
قام العقيد الجمهوري جورادو بتحويل الفرقة الخامسة عشرة لإنهاء الجمود في فيلانويفا دي لا كانيادا.
وللسماح للفرقة 15 بالاستمرار في اتجاه بواديلا على الجهة اليسرى من الجناح الجمهوري، هاجمت الفرقة العاشرة بقيادة إنسيسو الفرقة الثانية عشرة في أسينسيو وتم طرد القوات القومية من هناك.
حول برونيت أنتهي اليوم في معارك غير حاسمة وأسفرت القصف في العديد من حرائق الغابات.
ادي إصرار الجمهوريين في القضاء علي جيوب المقاومة، بدلاً من تجاوزها، الفرصة للقوميين لتشكيل قواتهم وفي فترة ما بعد الظهر بدأت طائرة القوميين القادمة من الجبهة الشمالية في الوصول، وأُخبر القائد فاريلا أيضًا بأنه قد تم تعليق جميع الهجمات في الشمال، للسماح بنقل الوحدات البرية إلى قطاع برونيت.

### 8–9 يوليو
مع استمرار الهجوم الجمهوري على الجهة اليمنى من ليستر، أمر موديستو الفرقة الخامسة والثلاثين بمساعدة فرقة إل كامبيسينو الـ 46. كان الهدف الأصلي هو دعم هجوم ليستر من خلال الوسط.ولكن وبدون القسم 35، لم يتمكن القسم الحادي عشر في ليستر من التقدم أكثر من ذلك.و في صباح يوم 9 يوليو، هاجم لواءان جمهوريان في كيويورنا، وبعد تكبد خسائر فادحة، تمكنوا أخيرًا من تطهير القرية من المدافعين القوميين. على الجانب الأيسر من الجناح الجمهوري، بدأت الهجمات باتجاه بواديلا ديل مونتي في البداية، ولكن على الرغم من أن الوحدات المهاجمة كانت مدعومة جيدًا بالدبابات والسيارات المدرعة والطائرات، فإن خسائرها كانت عالية لدرجة أن الهجمات تقطعت بها السبل. ولكن القتالاستمر على الرغم من ذلك.
في الهجوم الأول، كان سلاح الجو الجمهوري الإسباني نشطًا للغاية، حيث هاجم كل من الأهداف البرية والمطارات التي يسيطر عليها المتمردون القوميون. لكن الطائرات الجمهورية كانت بطيئة وعفا عليها الزمن، الأمر الذي من شأنه أن يضمن للفيلق كوندور السيطرة الكاملة على الهواء كما ستدور احداث المعركة.

### 10 يوليو–11
في يوم 10 يوليو، تم الاستيلاء على فيلانويفا ديل بارديلو من قبل اللواء الدولي الثاني عشر من الفرقة 69 بدعم من الدبابات. وتم الاستيلاء على حوالي 500 مدفع، كان فيلافرانكا ديل كاستيلو محاصر من الفرقة العاشرة في ينسيسو والشعبة 45 في كليبر.
تمكن الجمهوريين من محاصرة الحامية القومية في فيلافرانكا ديل كاستيلو، مما أجبر الجنرال فاريلا على إرسال لواء نافار الخامس لتخفيف الضغط عن الحامية المحاصر ومع وصول اللواء تم إجبار الجمهوريين علي الانسحاب من مواقعهم ولكن محاولات القوميين فشلت في استعادة فيلانويفا ديل بارديلو في 11 يوليو.
اشتعلت المعركة الجوية حيث إن المزيد من الوحدات الجوية القومية شاركت بالقتال.ولم يكن من غير المألوف رؤية طائرة في مجموعات من ثلاثين أو أكثر تظهر في ساحة المعركة، واشتبكت مع أسراب كبيرة من خصومها.

### 12–17 يوليو
نظرًا لأن التعزيزات القومية البرية والجوية قد وصلت إلى الجبهة، وبما أن حركة الكماشة المخطط من الجمهوريين في منطقة كارابانشيل جنوب مدريد قد فشلت، فمن الواضح أن الهجوم الجمهوري قد توقف. ولكن استمرت بعض الهجمات البسيطة.
عانت القوات الجمهورية من خسائر كبيرة، ليس فقط بسبب القتال، ولكن أيضًا بسبب الحرارة الشديدة، إلى جانب نقص المياه. فقدت العديد من الألوية ما بين 40 إلى 60 ٪ من أعدادها - القتلى والجرحى والمرضى والمفقودين - ويقال إن لواء واحد (الرابع عشر) فقد 80 ٪ من افراده خلال هذا الأسبوع.

## الهجوم المضاد للقوميين
خطط القائد الوطني الجنرال فاريلا لاستعادة التضاريس التي فقدها الجمهوريون بهجوم ثلاثي. كانت القوة الرئيسية تتألف من حوالي 20.000 رجل، من شأنه أن يهاجم من الغرب نح كويجورا. وفي الوقت نفسه، ستضرب قوة أخرى قوامها حوالي 10.000 رجل من الشرق من بواديلا ديل مونتي باتجاه نهر غوادارما. أخيرًا، قام حوالي 8.000 رجل بالهجوم من الجنوب، باتجاه برونتي نفسها.
خلال الأيام الأخيرة من المعركة كانت هناك علامات واضحة على تصدع المعنويات على الجانب الجمهوري، بسبب كل من الإرهاق والخسائر الفادحة في كثير من الأحيان.

## بعد المعركة
في ختام المعركة، فشل الجمهوريون في قطع طريق إكستريمادورا، لكنهم ما زالوا يحتجزون فيلانويفا دي لا كانيا وكويورنا وفيلانويفا ديل بارديلو من القوميين. ليتمكن الجانبان من المطالبة بالنصر.
كانت خسائر الرجال والمعدات في المعركة أثقل بكثير بالنسبة للجمهوريين من القوميين. في الواقع، فقد الجيش الجمهوري الكثير من معداته التي لا غنى عنها والكثير من أفضل جنودهم في الألوية الدولية بحيث يمكن اعتبار المعركة بمثابة انتصار قومي استراتيجي.
من الناحية السياسية، عانى الشيوعيون من فقدان مكانتهم لأن الهجوم فشل في منع القوات الوطنية من إكمال غزو الشمال.

## روابط خارجية
- سبارتاكوس التعليمية - معركة برونيتي
- www.international-brigades.org.uk نسخة محفوظة 2 فبراير 2014 على موقع واي باك مشين.
- spanish-civil-war.org
- فيلم إسباني قصير عن المعركة على موقع يوتيوب
- جيردا تارو ومعركة برونتي
- الحرب الأهلية الإسبانية بلوق